# 哈灵根 (市镇)
哈灵根（荷兰语：Harlingen；西弗里斯兰语：Harns）是荷兰弗里斯兰省的一个市镇。相邻的市镇为位于其东北的瓦德胡克和位于其南的西南菲士蘭。该市镇有15,758名居民（截至2019年1月1日，来源：CBS），其中约有14,450人在首府哈灵根。